# Сирийские войны

Келесирия (выделена зелёным) — место, где велись Сирийские войны

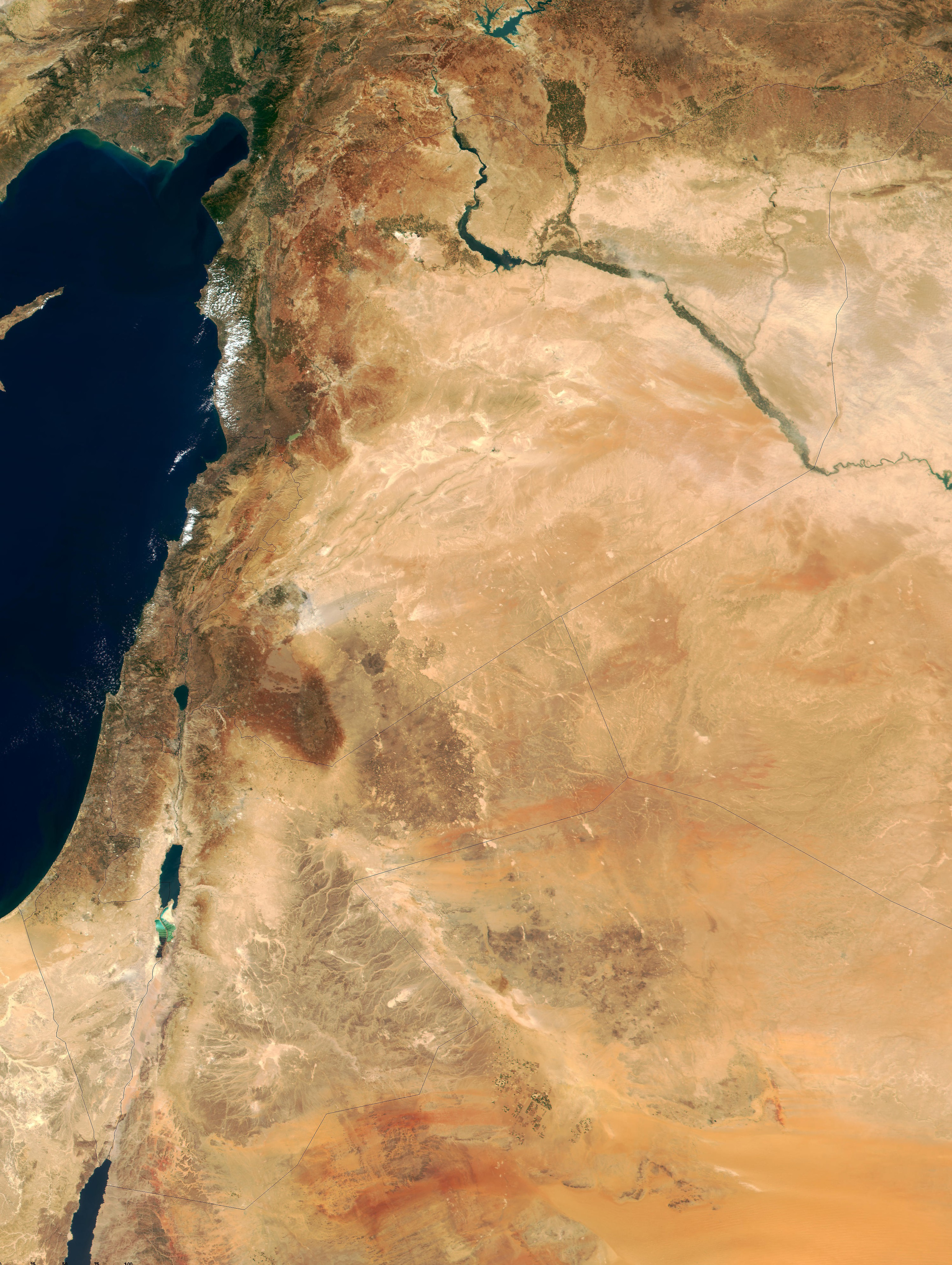
Келесирия — место Сирийских войн.

Сирийские войны — серия из шести войн между государством Селевкидов и Птолемеями, правившими в Египте, происходившие с участием Македонии во III—II веках до н. э. за контроль над территорией Келесирии.
- Первая Сирийская война (274—271 годы до н. э.)
- Вторая Сирийская война (260—253 годы до н. э.)
- Третья Сирийская война (246—241 годы до н. э.)
- Четвёртая Сирийская война (219—217 годы до н. э.)
- Пятая Сирийская война (202—195 годы до н. э.)
- Шестая Сирийская война (169—168 годы до н. э.)

Войны сопровождались хитрой дипломатией, характерной для эллинистических монархий того времени, и ослабили обе участвовавшие в них стороны. Хотя Селевкидам в последней из этих войн и удалось одержать решающую победу над Птолемеями, однако окончательную оккупацию Египта предотвратило вмешательство растущей Римской республики. В связи с римским ультиматумом селевкидский царь Антиох IV Эпифан был вынужден отступить из уже практически завоеванной им страны. Поскольку Египет с тех пор находился под римским покровительством, что сильно ограничило способность эллинистических держав вести независимые войны, 168 год до н. э. считают концом Сирийских войн.

## Первая Сирийская война (274—271 до н. э.)
После десятилетнего правления интересы египетского царя Птолемея II натолкнулись на стремление царя Антиоха I расширить свои владения, захватив Сирию и Анатолию. Птолемей II оказался решительным политиком и умелым военачальником. Его брак с сестрой Арсиноей II, опытной придворной интриганкой, привёл к стабильности в египетском дворе, что позволило Птолемею II успешно вести военную кампанию. В некоторых источниках даже утверждается, что война была выиграна благодаря уму и таланту Арсинои II.
Война закончилась победой Птолемея II. В начале войны Антиох I захватил земли Птолемеев в прибрежной полосе Сирии и на юге Анатолии. К 271 году до н. э. Птолемей II вернул их под свой контроль, распространив также свою власть до Карии и на большую часть Киликии. В результате войны к Египту отошли территории Финикии (северная часть побережья Сирии), большая часть Анатолии и острова Киклады. В то же время, когда Птолемей II был занят военными действиями на востоке, его сводный брат Магас объявил о независимости Киренаики. Эта область оставалась независимой до 250 года до н. э., а затем снова включена в царство Птолемеев.

## Вторая Сирийская война (ок.260—ок.253 до н. э.)
В 261 году до н. э. Антиох II наследовал престол Селевкидов и на следующий год начал новую войну за обладание Сирией. Он заручился поддержкой македонского царя Антигона II Гоната, заинтересованного в изгнании Птолемея II из Эгейского моря. С его помощью Антиох II начал атаки на дальние сторожевые поселения Птолемеев в Азии.
Большая часть информации о второй Сирийской войне утрачена. Известно, что в 256 году до н. э. флот Антигона II одержал победу над египетским флотом в сражении у острова Кос. Поражение египетского флота привело к ослаблению морского могущества Птолемеев. Египтяне также ушли из Киликии, Ионии и Памфилии, в то время как Антиох II захватил Милет и Эфес. После начала восстаний в Коринфе и Халкиде, вероятно спровоцированные Птолемеем II, Антигон II в 253 году до н. э. прекратил участие в войне. Попутно усилилась активность египетских войск у северных границ Македонии.
Около 253 года до н. э. война была прекращена. В знак примирения дочь Птолемея II Береника вышла замуж за Антиоха II. Антиох II развёлся с первой женой Лаодикой, оставив ей значительные территории во владении. В 246 году до н. э. Антиох II умер в городе Эфес. Согласно некоторым источникам, он был отравлен Лаодикой. В том же году умер Птолемей II.

## Третья Сирийская война (246—241 до н. э.)
Третья Сирийская война, также известная как «Лаодикейская война», началась с одной из многих проблем наследования престола того времени. После смерти Антиоха II на власть в государстве Селевкидов претендовали две его честолюбивые супруги — первая жена Лаодика и дочь Птолемея II Береника, — выдвигавшие своих сыновей в качестве наследников престола. Лаодика объявила, что Антиох II, лёжа на смертном одре, назначил наследником престола её сына, а Береника утверждала, что законным наследником является её недавно родившийся сын. Береника попросила своего брата Птолемея III, нового царя Египта, приехать в Антиохию и помочь её сыну занять трон. Но к тому времени, когда Птолемей III прибыл, Береника с сыном были убиты.
Птолемей III в 246 году до н. э. объявил войну новому селевкидскому царю Селевку II и начал довольно успешную военную кампанию, одержав победы над Селевком II в Сирии и Анатолии, занял Антиохию. Недавно открытые клинописные записи доказывают, что Птолемей III достиг Вавилона. Победы Египта были омрачены потерей островов Киклады в сражении с Антигоном II Гонатом у острова Андрос.
Помимо поражений от Птолемея III, Селевк II столкнулся с другими трудностями. Его мать Лаодика упросила сына сделать младшего брата, Антиоха Гиеракса, соправителем государства. В то время Антиох Гиеракс находился в Анатолии, куда был направлен для управления областью. Объявив о независимости Анатолии, Антиох Гиеракс серьёзно подрывал усилия Селевка II по защите страны от Птолемея III.
В обмен на мир 241 года до н. э. Птолемей III получил новые территории на северном побережье Сирии, включая Селевкию в Пиерии (гавань в Антиохии). В то время держава Птолемеев находилась на пике своего могущества.
Для Селевкидов итоги войны были неутешительными: пришлось уступить Египту часть Сирии, в Анатолии фактически правил Антиох Гиеракс (позже эти территории были захвачены царём Пергама Атталом I), бывшие восточные провинции Бактрия и Парфия находились в руках независимых правителей.

## Четвёртая Сирийская война (219—217 до н. э.)
Занявший в 223 году до н. э. престол Антиох III, поставил перед собой задачу восстановить потерянные со времён Селевка I Никатора территории страны, простиравшейся ранее до Греко-Бактрийского царства и Индии на востоке, от Геллеспонта на севере до Сирии на юге. К 221 году до н. э. он восстановил контроль Селевкидов над восточными провинциями и в Анатолии. После этого Антиох III обратил свой взор на Сирию и Египет.
К тому времени Египет был значительно ослаблен дворцовыми интригами и общественным волнением. Правление нового царя Птолемея IV Филопатора (221—204 до н. э.) началось с убийства царицы Береники II. Молодой царь быстро попал под влияние своих придворных, использовавших власть в своих интересах, что вызывало недовольство среди населения.
Антиох III использовал нестабильность в Египте в своих интересах. После первого неудачного вторжения с 221 году до н. э., он в 219 году до н. э. начал новую войну с Египтом, захватив Селевкию в Пиерии и города в Финикии и Палестине, в том числе город Тир. Вместо быстрого вторжения на территорию Египта, Антиох III более года находился в Финикии, укрепляя новые территории и ожидая дипломатических шагов от Египта.
Министр Птолемея IV Сосибий начал с Антиохом III переговоры, попутно осуществляя набор и обучение новой армии. В войска принимали не только мужчин из местного греческого населения, как обычно комплектовались эллинистические армии, но и коренных египтян (не менее 30 тыс. египтян-фалангистов). Это позволило выиграть войну, но позже привело к значительным последствиям для стабильности в Египте — позиции египетского воинства, неполноправного по сравнению с воинами-греками, усилились и солдаты-египтяне начали предъявлять свои требования, участвуя в волнениях. Летом 217 года до н. э. Птолемей IV разгромил армию Антиоха III в битве при Рафии — крупнейшем сражении после битвы при Ипсе.
Благодаря победе Птолемей IV получил контроль над Полой Сирией, но отказался далее воевать с империей Антиоха III для завоевания Селевкии в Пиерии. В следующие годы царство Птолемеев продолжало слабеть, страдая от экономических проблем и восстаний. Среди египтян, сражавшихся при Рафии, распространялись националистические идеи. Уверенные в успехе и хорошо обученные, египтяне подняли восстание и основали собственное царство в верхнем Египте, завоёванное Птолемеями лишь около 185 года до н. э.

## Пятая Сирийская война (202—195 до н. э.)
После смерти Птолемея IV в 204 году до н. э. последовал кровавый конфликт за право быть регентом при Птолемее V. Конфликт начался с убийства министрами Агафоклом и Сосибием супруги и сестры покойного царя Арсинои III. Судьба Сосибия неясна, а Агофокл, похоже, на некоторое время стал регентом, пока его не линчевала толпа в Александрии. Регентство переходило от одного советника к другому, государство находилось в состоянии, близком к анархии.
Воспользовавшись этим, Антиох III заключил с македонским царём Филиппом V союз для завоевания и раздела заморских территорий Птолемеев и организовал второй поход в Полую Сирию. Антиох III нанёс сокрушительное поражение армии Птолемея около истока реки Иордан и получил контроль над важным портом Сидон.
В 200 году до н. э. римские посланцы прибыли к Филиппу V и Антиоху III и потребовали от них воздержаться от вторжения в Египет. Римляне стремились не допустить прекращения поставок зерна из Египта. Поскольку оба царя не планировали вторгаться в Египет, они охотно подчинились требованиям Рима. К 198 году до н. э. Антиох III завершил покорение Сирии, продолжая набеги на египетские прибрежные крепости в Карии и Киликии.
Внутренние проблемы вынудили Птолемея V искать быстрое и невыгодное заключение мира. Националистическое движение, начавшееся до войны и расширившееся благодаря поддержке египетских жрецов, порождало беспорядки и подстрекало к бунтам по всей стране. Экономические проблемы привели к увеличению налогов, что ещё больше способствовало усилению национализма. Для того чтобы сосредоточиться на решении внутренних вопросов, Птолемей V заключил мирное соглашение с Антиохом III в 195 году до н. э., признав захват Сирии Селевкидами и согласившись на свадьбу с Клеопатрой I, дочерью Антиоха III.

## Шестая Сирийская война (170—168 до н. э.)
После смерти в 180 году до н. э. Птолемея V к власти в Египте в возрасте 6-ти лет пришёл Птолемей VI Филометор. Регентом при нём стала его мать Клеопатра I.
В 170 году до н. э. Антиох IV начал шестую войну. В 169 году до н. э. он вторгся в Египет, захватил Мемфис. В 168 году до н. э. Антиох IV совершил второй поход в Египет, подчинив почти всю территорию Египта, флот Селевкидов захватил Кипр. Антиох IV осадил Александрию, но в войну вмешался Рим, потребовав от него покинуть Египет, угрожая в случае отказа войной. По преданию, римский посол Гай Попиллий Ленат очертил круг на песке вокруг Антиоха IV и потребовал от него дать ответа на ультиматум раньше, чем тот выйдет из круга. Так как эта встреча происходила после битвы при Пидне, где римляне наголову разгромили македонян, римский ультиматум был внушительным. Антиох IV после недолгого размышления подчинился Риму и покинул Египет, отказавшись от всех завоёванных территорий.

## Итоги Сирийских войн
Войны привели к ослаблению обеих участвовавших в них стран, что позволило Риму получить контроль над ними во II—I веках до н. э.